# Manbagué (département)
Le département de Manbagué est un des cinq départements composant la province de la Tandjilé au Tchad. Son chef-lieu est Dafra.

## Subdivisions
Le département de Manbagué compte quatre sous-préfectures qui ont le statut de communes :
- Dafra,

## Histoire
Le département de Manbagué a été créé par l'ordonnance n° 038/PR/2018 portant création des unités administratives et des collectivités autonomes du 10 août 2018.

## Administration
Préfets de Manbagué (depuis 2018)
- nd.